# Argyle-Kendal
Argyle-Kendal es una localidad de Trinidad y Tobago, que forma parte de la parroquia de St. Paul.

## Geografía
La localidad abarca parte de la isla de Tobago y limita al norte con Campbleton-Charlotteville (localidad perteneciente a la parroquia de St. John), al sur con el océano Atlántico, al este con Roxborough y al oeste con Campbleton-Charlotteville, Bloody Bay (ambas localidades pertenecientes a la parroquia de St. John) y Glamorgan (localidad perteneciente a la parroquia de St. Mary).

## Demografía
Datos demográficos de la localidad de Argyle-Kendal:
| Gráfica de evolución demográfica de Argyle-Kendal entre 2000 y 2011 |
|                                                                     |